# José Razzano
José Razzano (Montevideo, Uruguay, 25 de febrero de 1887 - Buenos Aires, Argentina, 30 de abril de 1960) fue un cantante y compositor uruguayo. Formó en 1911 con Carlos Gardel el dúo Gardel-Razzano; que duró hasta 1925, cuando Razzano, por problemas vocales, abandonó el canto. A partir de esa fecha, Razzano pasó a ser responsable de los negocios de Gardel hasta 1933.

## Biografía
José Francisco Razzano nació en Montevideo a pocos pasos de la Plaza Independencia, en una casa de la calle Policía Vieja №14, el 25 de febrero de 1887. Dos años apenas tenía cuando ante la desaparición de su padre, su madre se traslada al barrio de Balvanera en Buenos Aires.
Una nota del libro “Vida de Carlos Gardel contada por José Razzano” lo ubica en la Compañía Dramática Nacional encabezada por Adriana Cornaro en 1903 como cantor criollo. En la obra “Justicia Humana” de Agustín Fontanella encarna como actor el personaje “Juancho” y en un intervalo de la obra realiza una payada de contrapunto con Damián Méndez de la obra "Calandria" de Martiniano Leguizamón. Forma parte, por entonces, del centro gauchesco “Los Pampeanos” como antes lo había hecho con “El Pacará”.
Su fama le lleva a firmar su primer contrato discográfico con la representación argentina de la empresa estadounidense Victor Talking Machine Company entre 1911 y 1912. Grabó entonces diez temas criollos, siendo el primero de ellos "La china fiera" que grabó a dúo con Francisco Martino. Un par de años después firma un nuevo contrato con la disquera local “Era”.
Viene luego la etapa de su conjunción artística con Francisco Martino, Carlos Gardel y Saúl Salinas, de la cual provendría el dúo Gardel-Razzano. Decía José Di Clemente que Gardel y Razzano eran formidables formando dueto, y que el verdadero valor de sus interpretaciones residía en sus presentaciones personales ya que los sistemas mecánico-acústicos de grabación de la época eran precarios para tal labor. Al comienzo de su labor fonográfica, iniciada en mayo de 1917 con la firma de un contrato con el empresario austro-húngaro Max Glucksmann, Razzano y Gardel figuraban como autores de casi todas las canciones, detalle no del todo veraz ante la ausencia de sociedades de autores y compositores que certificaran tal información. De los temas firmados por el dueto, puede asegurarse que “A mi morocha”, grabado por Razzano a sola voz en el disco 18.001, era de su autoría exclusiva, dedicado a Cristina Cristina Chirinícola, con quien contrajo nupcias. Gardel se convertiría en padrino de la primera hija del matrimonio y Razzano adquiere su vivienda en el barrio de Flores de Buenos Aires en la que vivió con su familia hasta la muerte.
La popularidad del dueto Gardel-Razzano no conoció límites. Trabajaron intensamente viajando a Uruguay, Brasil, Chile y España hasta que, al llegar 1925, Razzano, con su garganta seriamente afectada deja de cantar. En octubre de ese año, Gardel lo nombra administrador general de todos sus bienes  por lo que prosigue su labor realizando labores de secretaría particular y representación de su compañero y amigo Carlos Gardel y colaborando con él en la selección del repertorio.
Alrededor de 1928, José Razzano intenta volver a su actividad artística. Humberto Giampietro, compositor y pianista uruguayo, afirmó que Razzano entonces estudió canto con la profesora Josefina Hols de Schusselin. Así volvió al disco, cantando el tango "Zaraza" y varias canciones criollas. La voz era estudiada pero distinta a la habitual y las grabaciones realizadas en esa nueva etapa no tuvieron mayor repercusión. Quedarían para la historia, dos postreras grabaciones del dúo Gardel-Razzano del 31 de diciembre de 1929: "Claveles mendocinos" y "Serrana impía", realizadas con los sistemas de grabación eléctricos.
Luego de la disolución del binomio en 1933 y la tragedia de Medellín en junio de 1935, José siguió íntimamente ligado a la historia de Carlos y al mundo del espectáculo. Durante algunos años representó a varios artistas del ambiente musical pero fue junto al gran “Charlo” con quien siguió andando los caminos de la música. Salen de gira juntos por Brasil, Chile, Perú, Venezuela y Cuba terminando en Montevideo en 1939. Debido al gran éxito cosechado en el país trasandino volverán juntos a Chile en 1941 y 1943.
Desde la primera hora estuvo comprometido en la lucha por sus derechos y de todos los artistas, junto a Carlos Gardel formó parte de las primeras asociaciones de músicos organizados de la Argentina y en 1930 fue presidente de la Asociación Argentina de autores y compositores, predecesora de Sadaic. A mediados de los años cuarenta Razzano se dedica casi exclusivamente a la lucha por los derechos de autores y compositores de música. Viaja a Brasil en 1944 para participar del congreso panamericano de autores y compositores junto a Mario Bernard y José María Contursi en representación de Argentina, ese año tanto Agadu (sociedad autores uruguayos) como Sbat (sociedad brasilera de autores teatrales) lo hacen socio honorario de sus respectivas instituciones. 
Después de más de 20 años en los caminos de la música vuelca esa experiencia en las nuevas generaciones que encuentran en don Pepe una figura paternal. Será presidente del núcleo *Autores Unidos Homero Manzi* junto a otros grandes hombres como Catulo Castillo, Charlo, José María Contursi, Enrique Santos Discepolo, Ciriaco Ortiz, Sebastián Piana, Gabino Coria Peñaloza, Aníbal Troilo, César Vedani etc.
De 1932 es su tango Ponchito de vicuña, tema grabado por la orquesta de Francisco Canaro que aún permanece inédito y a partir de la década del 40 de su autoría se conocen Soy un porteño, milonga con versos de Celedonio Flores, luego Café de Los Angelitos, Tres, seis, diez, Camino del Tucumán y Diez años pasan, todos tangos con Cátulo Castillo, la milonga Compadre qué le va a hacer, con la cual ganó el segundo premio del género en el Concurso de música popular de SADAIC (Sociedad Argentina de Autores y Compositores) en 1951, en colaboración con Aníbal Troilo y Valsecito de patio, con Cátulo Castillo. “Milonga del peón de campo”, con Atahualpa Yupanqui. El compositor José Cimarro le dedica en 1953 el tango Pepe (A José Razzano), que figura en el repertorio grabado de la orquesta de Alfredo Attadia.
La presencia de Razzano junto a Gardel, representó una imagen del orden, que contribuyó a su carrera artística con sus consejos y sus intervenciones en la elección de los lugares de actuación. Pese a sus desavenencias personales, que culminaron con su separación como socios en 1933, se le oyó decir a Gardel en su última gira en Colombia al tener que presentarse en un lugar muy abierto: «Pepe (en referencia a José Razzano) no hubiera permitido que yo actuara aquí.». Varios años después, Cristina Razzano Chirinícola de Airoldi, hija mayor de José Razzano, afirmó que a la muerte de Berthe Gardés, madre de Gardel, le legó los derechos del repertorio del intérprete a su albacea testamentario, Armando Defino y que a este último no le interesaba manejar. Procedería a vendérselos en 1943 a José Razzano, en la suma de 30.000 pesos argentinos, suma que consiguió mediante un préstamo bancario. A la muerte de José Razzano, su hija heredó estos derechos los cuales manejó hasta su fallecimiento, ocurrido el 5 de abril de 2009.
Aunque no es muy conocido estuvo trabajando con  Cristino Tapia.